# Тарбаган
Тарбага́н, или монго́льский (сиби́рский) суро́к (лат. Marmota sibirica) — млекопитающее рода сурков, обитающее в России (в степях Забайкалья и Тывы), Монголии (исключая юг), Северо-Восточном Китае. 

## Описание
Длина — до 60 см. Носитель возбудителя чумы.
Также тарбаганами называют черношапочных сурков на Камчатке и в Корякии.
Объект охоты. В старину употреблялся в пищу кочевыми народами Центральной Азии: гуннами, монголами и др.